# Catherine Gasquoine Hartley
Catherine Gasquoine Hartley, född 1866 eller 1867 i Antananarivo, död 1928 i Guildford, var en brittisk konsthistoriker och författare. Hon var specialiserad på spansk konst.